# Jazgarzew

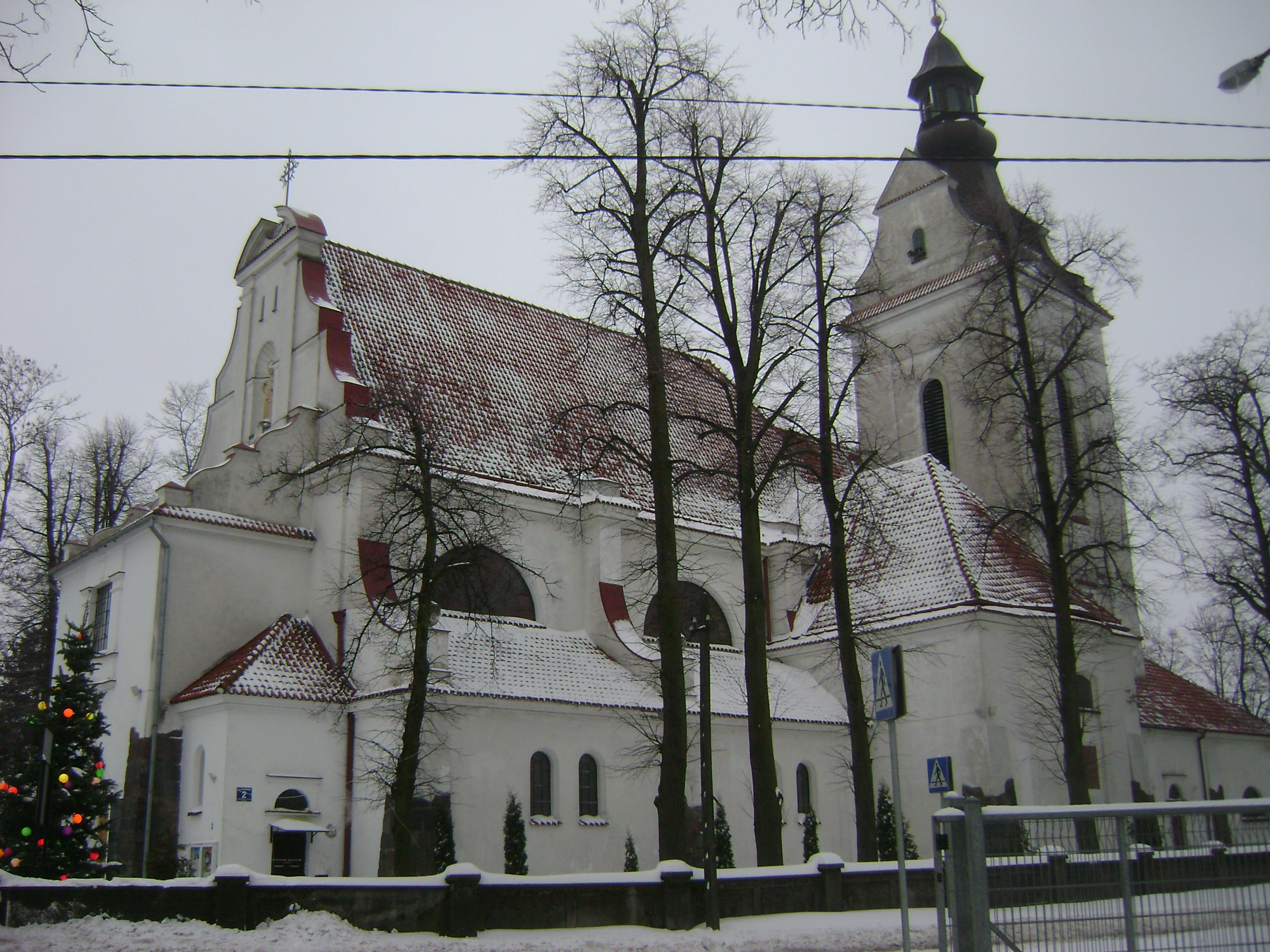
St Rochs kyrka i Jazgarzew.

Jazgarzew är en by i Mazowsze nära Piaseczno i Polen. Den är belägen i Masoviens vojvodskap. Befolkningen uppmättes 2008 till 693 i antalet.